# Grupo Desportivo Aldeia Nova
O Grupo Desportivo Aldeia Nova é um clube de futebol português, com sede na freguesia de Perafita, Município de Matosinhos, no Distrito do Porto. Actualmente participa na Divisão de Elite da Associação de Futebol do Porto.

## História
Fundado em 23 de Fevereiro de 1972 teve a Escritura Pública a 14 de Julho de 1981. A primeira sede deste clube, em 1972, era no "tasco da D.Ana". Que ainda hoje situado na travessa de Aldeia Nova. A criação do clube está ligada a um movimento com cerca de 12 pessoas entre elas José Coutinho, Jorge Martins e Lina de Castro, fazia parte também  deste grupo inicial o famoso "homem do bombo" Sr. Almeida e o  Sr. Zé da Celeste que foi o primeiro presidente do clube.
Já com o grupo criado, juntou-se ainda o Sr. Alberto Caldas e o primeiro sócio do Grupo Desportivo Aldeia Nova, João Matos.
Um dos momentos mais importantes do clube surgiu em 1974, com o início das obras do famoso Campo das Salinas. Durante a sua construção a sede do clube deixou de estar no antigo " tasquinho " e passou para a garagem do Sr. Alberto Caldas, entre 1975 a 1978. A partir desta data, a sede fixou-se onde ainda é atualmente, na Rua José Vilaça, Perafita.
No inicio o Campo das Salinas dedicou-se apenas ao futebol popular e assim tornou-se o primeiro campo do Futebol Clube de Perafita e o  primeiro troféu foi ganho no Futebol popular, no campo de Vila Nova da Telha, contra o grupo "Bairro dos Pescadores".
Maio de 2013 trás uma nova direção liderada por Victor Melo que rapidamente implementa novas dinâmicas no clube, envolvendo a comunidade na vida do Grupo Desportivo Aldeia Nova, catapultando o clube para outros patamares de exigência e de resultados desportivos e financeiros.
Em 2016, funda a Academia de Formação de Futebol que utiliza o Complexo Desportivo Aldeia Nova, para treinar e como casa para todos os jogos de competição dos respetivos campeonatos. Na mesma data inaugura o campo de Futebol de 5 equipado com relva sintética de ultima geração, onde crianças se divertem e ganham as bases importantes, quer na componente desportiva quer na componente educativa, e os campos de futebol de onze (1 campo), e de futebol de sete (2 campos).
O ano de 2016 ficaria ainda marcado pela reativação do futebol sénior masculino, com a inscrição da equipa nas competições distritais da A.F. do Porto, a 2ª Divisão da A.F. do Porto. A equipa comandada pelo treinador João Rosas, e capitaneada por Sérgio Braga, onde imperava a juventude, terminaria a época 2016-2017 como vice-campeã da 2ª Divisão Distrital da A.F. Porto, conquistando a respetiva subida à 1ª Divisão Distrital da A.F.Porto no seu ano de estreia.
O Centro de otimização desportiva, criado para oferecer a todos os atletas as ferramentas necessárias para a manutenção e recuperação física, nascia e Julho de 2019. Com a inauguração deste equipamento, o Grupo Desportivo Aldeia Nova ficava na vanguarda dos clubes que disputam os campeonatos distritais de futebol na A.F.Porto.

## Estádio
O novo complexo do Grupo Desportivo Aldeia Nova está situado no mesmo local que o antigo Campo das Salinas, este recinto conta com um campo de futebol 11, dois campos de futebol 7, três campos de apoio e um campo de futebol de 5, todos equipados com relva sintética de última geração.

## Palmarés

### Futebol
- 2023/2024 Subida à Divisão de Elite da AFP

- 2021/2022 Subida à Divisão de Honra da AFP

- 2021/2022 Campeão da 1ª Divisão Distrital AFP

- 2016-2017 Subida para a 1 Divisão Distrital AFP

- Subida da 1ª Divisão Distrital de Amadores da AFP

### Bilhar
- 3º lugar na Taça de Portugal de Bilhar 2016, Campeonato Nacional da 3ª divisão de Bilhar, ambos na variante de Pool Português.
- Campeão Distrital 2011/2012
- Vice-Campeões Taça de Portugal 2011/2012
- Subida para o Campeonato Nacional em 2009/2010

## Condecorações
- Taça de Campeão da 1ª Divisão Distrital da A.F. Porto